# Northrop Grumman RQ-4 Global Hawk
Northrop Grumman RQ-4 Global Hawk er et ubemandet rekognosceringsfly der produceres af Northrop Grumman Corporation. Jomfruflyvningen fandt sted i februar 1998.